# Warstwa graniczna (tribologia)
Warstwa graniczna (film graniczny) jest to uporządkowana, kilkucząsteczkowa warstwa cieczy smarującej, znajdująca się w zasięgu niewysyconych sił powierzchni smarowanej. Działanie pola tych sił powoduje polaryzację indukowaną cząsteczek smaru i związaną z tym ich orientację równolegle do linii działania tych sił. W wyniku tego zmienia się lepkość i gęstość cieczy smarującej w warstwie przypowierzchniowej. W rezultacie właściwości cieczy smarującej są inne w warstwie przypowierzchniowej niż w pozostałej objętości. Zdolność tworzenia warstw granicznych posiadają ciecze smarne zawierające substancje powierzchniowo czynne o charakterze polarnym takie jak siarka i jej związki oraz węglowodory aromatyczne. Zdolność ta zależy również od stanu energetycznego powierzchni smarowanej.